# Shō Fukuda
Shō Fukuda (福田 翔生?, Fukuda Shō; Kitakyūshū, 23 marzo 2001) è un calciatore giapponese, attaccante del Brøndby.

## Biografia
È il fratello del calciatore Yūya Fukuda.

## Carriera
Dopo aver collezionato le prime presenze da professionista con l'Imabari, il 28 dicembre 2022 viene tesserato dallo Yokohama SCC, con cui si mette in mostra in J3, segnando 11 reti in ventuno presenze. Il 17 agosto 2023 si trasferisce allo Shonan Bellmare, approdando così in J1. Dopo aver concluso il campionato 2024 con dieci reti segnate, il 26 giugno 2025 viene acquistato dal Brøndby, con cui firma un quadriennale.

## Statistiche

### Presenze e reti nei club
Statistiche aggiornate al 1º agosto 2025.
| Stagione               | Squadra                | Campionato             | Campionato | Campionato | Coppe nazionali | Coppe nazionali | Coppe nazionali | Coppe continentali | Coppe continentali | Coppe continentali | Altre coppe | Altre coppe | Altre coppe | Totale | Totale | Totale |
| Stagione               | Squadra                | Comp                   | Pres       | Reti       | Comp            | Pres            | Reti            | Comp               | Pres               | Reti               | Comp        | Pres        | Reti        | Pres   | Reti   |        |
| ---------------------- | ---------------------- | ---------------------- | ---------- | ---------- | --------------- | --------------- | --------------- | ------------------ | ------------------ | ------------------ | ----------- | ----------- | ----------- | ------ | ------ | ------ |
| 2019                   | Imabari                | JFL                    | 3          | 0          | -               | -               | -               | -                  | -                  | -                  | -           | -           | -           | 3      | 0      |        |
| 2020                   | Imabari                | J3                     | 18         | 0          | -               | -               | -               |                    | -                  | -                  |             | -           | -           | 18     | 0      |        |
| 2021                   | Imabari                | J3                     | 3          | 0          | CdL             | 1               | 0               |                    | -                  | -                  |             | -           | -           | 4      | 0      |        |
| 2022                   | Imabari                | J3                     | 12         | 0          | CdL             | 0               | 0               |                    | -                  | -                  |             | -           | -           | 12     | 0      |        |
| Totale Imabari         | Totale Imabari         | Totale Imabari         | 36         | 0          |                 | 1               | 0               |                    | -                  | -                  |             | -           | -           | 37     | 0      |        |
| feb.-ago. 2023         | Yokohama SCC           | J3                     | 21         | 11         | CdL             | 0               | 0               | -                  | -                  | -                  | -           | -           | -           | 21     | 11     |        |
| ago.-dic. 2023         | Shonan Bellmare        | J1                     | 10         | 0          | CG+CdL          | 0+1             | 0               |                    | -                  | -                  |             | -           | -           | 11     | 0      |        |
| 2024                   | Shonan Bellmare        | J1                     | 34         | 10         | CG+CdL          | 1+3             | 1+0             |                    | -                  | -                  |             | -           | -           | 38     | 11     |        |
| feb.-lug. 2025         | Shonan Bellmare        | J1                     | 18         | 4          | CG+CdL          | 3+1             | 0               |                    | -                  | -                  |             | -           | -           | 22     | 4      |        |
| Totale Shonan Bellmare | Totale Shonan Bellmare | Totale Shonan Bellmare | 62         | 14         |                 | 9               | 1               |                    | -                  | -                  |             | -           | -           | 69     | 11     |        |
| 2025-2026              | Brøndby                | SL                     | 0          | 0          | CD              | 0               | 0               | UCoL               | 2                  | 1                  | -           | -           | -           | 2      | 1      |        |
| Totale carriera        | Totale carriera        | Totale carriera        | 119        | 25         |                 | 10              | 1               |                    | 2                  | 1                  |             | -           | -           | 131    | 27     |        |